# ساخته‌شده در چین

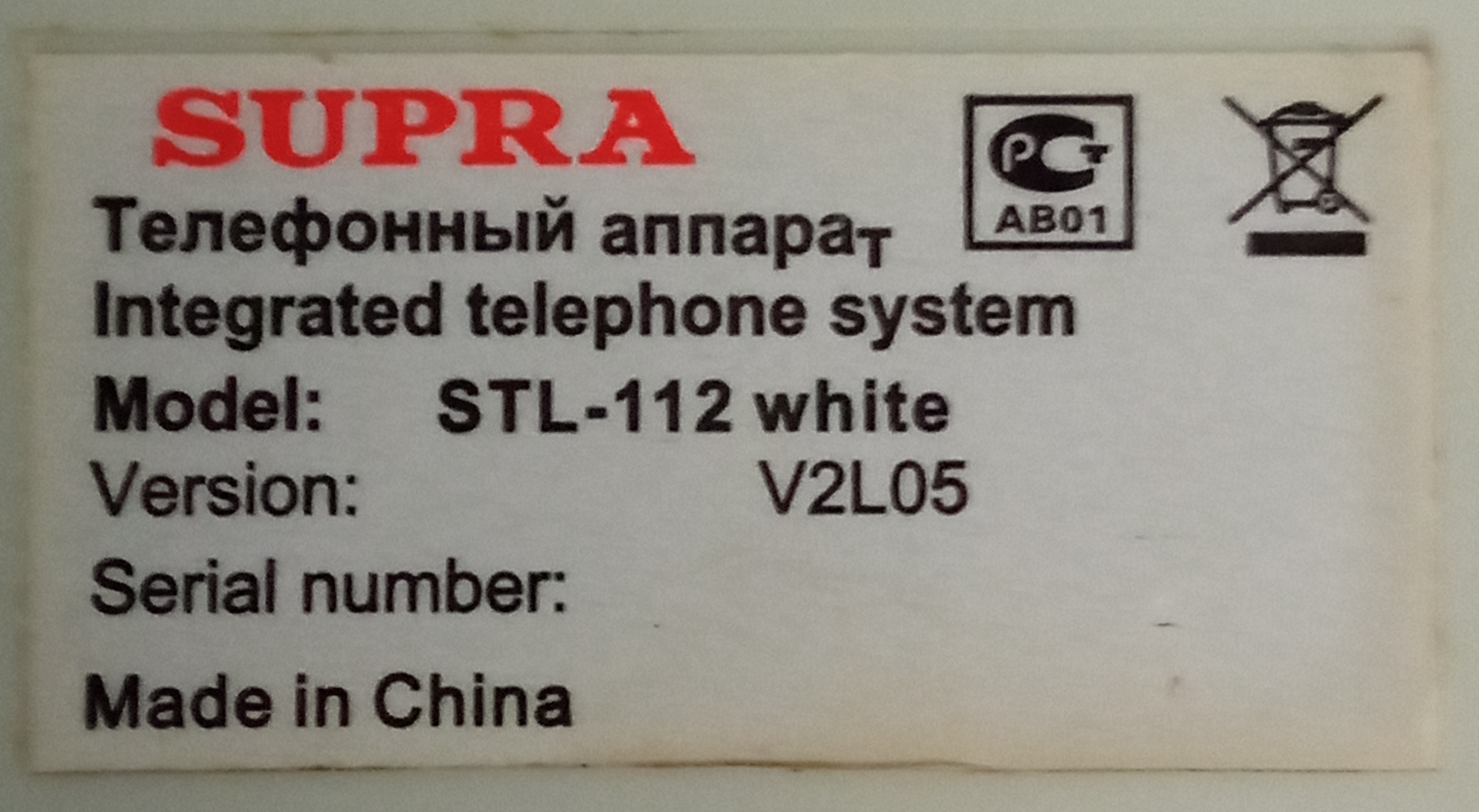
برچسب ساخته‌شده در چین (انگلیسی: Made in China)، بر روی تلفن سوپرا اس‌تی‌ال-۱۱۲.

ساخته‌شده در چین (انگلیسی: Made in China) یا ساخته‌شده در پی‌آرسی (انگلیسی: Made in PRC) یک برچسب کشور مبدأ و تولیدکننده است، که اغلب به زبان انگلیسی بر روی محصولاتی که به‌طور کامل یا جزئی در جمهوری خلق چین ساخته‌شده‌اند، چسبانده می‌شود. بر محصولات ساخت هنگ کنگ و ماکائو برچسب «ساخته‌شده در چین» زده نمی‌شود و این دو منطقه محصولات خود را با برچسب «ساخته‌شده در هنگ کنگ» و «ساخته‌شده در ماکائو» عرضه می‌کنند.
این برچسب در دهه ۱۹۹۰، زمانی که شرکت‌های خارجی مستقر در ایالات متحده، اروپا و آسیا، فعالیت‌های تولیدی خود را به چین منتقل کردند، به دلیل هزینه‌های تولید پایین: پوشاک، لوازم الکترونیکی و سایر کالاها در چین، شناخته شد. «ساخته‌شده در چین» سرانجام با نیروی کار ارزان و قابل استثمار همراه شد و محصولات متعددی در بازار انبوه با کیفیت پایین تولید کرد. با این حال، کالاهای «ساخته‌شده در چین» از طریق زنجیره‌های تأمینی تولید شده‌اند که معمولاً چندین کشور را در طول مسیر شامل می‌شوند.

## تاریخ
این برچسب اولین بار به‌طور گسترده در طول اشغال جمهوری چین توسط امپراتوری ژاپن در جنگ دوم چین و ژاپن استفاده شد، زمانی که غیرنظامیان چینی شروع به تحریم محصولات ساخت ژاپن کردند. در آن زمان، اقتصاد چین فاقد چارچوبی برای صنعتی‌سازی مؤثر بود. به این ترتیب، تحریم محصولات ساخت خارجی و خرید محصولات داخلی در آن زمان راهی برای تحت فشار قرار دادن اقتصاد ژاپن تحت عنوان «تلاش رهایی ملی» شد.
در اوایل قرن ۲۱، کالاهایی که دارای برچسب «ساخته‌شده در چین» بودند، اغلب فقط تا حدی در چین ساخته می‌شدند، مانند آی‌فون طراحی ایالات متحده. در سال ۲۰۱۵، چین «ساخته‌شده در چین ۲۰۲۵» را طراحی کرد، برنامه ده ساله دولت برای به‌روزرسانی پایه تولید ملی با توسعه سریع صنعت محلی همراه با فناوری پیشرفته.